# Pam Cox
Pour les articles homonymes, voir Cox.
Pamela Margaret Cox est une femme politique britannique du Parti travailliste. Elle occupe le poste de députée pour la circonscription de Colchester depuis 2024.

## Biographie
Pamela Cox grandit à Southend-on-Sea. Sa mère est sage-femme avant de devenir infirmière. Son père quitte l'école à l'âge de 15 ans et fait un apprentissage de menuisier avant de rejoindre l'église et de devenir pasteur. Elle a deux sœurs, qui deviennent toutes deux infirmières dans le sud de l'Essex.
Elle étudie l'histoire au Robinson College de Cambridge et obtient en 1997 un doctorat pour une thèse sur l'histoire de la délinquance des jeunes filles en Grande-Bretagne. Elle est professeure d'histoire sociale et de criminologie à l'Université de l'Essex et est membre de la Royal Society of Arts depuis 2017. Elle présente les séries documentaires de la BBC, Shopgirls: The True Story of Life Behind the Counter et Servants : The True Story of Life Below Stairs, et contribue à des programmes historiques et culturels pour Channel 4 et Channel 5, notamment Edwardian Britain in Colour.

### Politique
En 1994, Pam Cox rejoint le parti travailliste. Elle est conseillère municipale de New Town et de Christ Church depuis mai 2021 et, le 5 novembre 2022, elle devient la candidate parlementaire potentielle du Parti travailliste aux élections générales de 2024 pour Colchester,,. Lors de son élection au parlement, elle devient la première femme députée à représenter la circonscription.

## Publications
- (en) Pamela Cox, The Relationship of Job Autonomy and Social Class to Self-actualization and Conjugal Power in Family Decision-making, Washington State University, 1970 (lire en ligne)
- (en) Pamela Cox et Heather Shore, Becoming Delinquent: British and European Youth, 1650-1950, 2002 (ISBN 9781138740426, présentation en ligne)
- (en) Pamela Cox et Jo Campling, Gender, Justice and Welfare: Bad Girls in Britain, 1900-1950, 2003 (ISBN 9781403919847, présentation en ligne)
- (en) Pamela Cox, Helping Latin America Help Itself: South-South Cooperation as an Innovative Development Tool, 2010 (lire en ligne)
- (en) Pamela Cox, Marginalized Mothers, Reproductive Autonomy, and 'Repeat Losses to Care', SSRN, 2012 (lire en ligne)
- (en) Pamela Cox et Annabel Hobley, Shopgirls: the True Story of Life Behind the Counter, 2014 (présentation en ligne)
- (en) Pamela Cox, Eamonn Carrabine, Pete Fussey, Dick Hobbs, Nigel South, Darren Thiel et Jackie Turton, Criminology: A Sociological Introduction, 2014 (présentation en ligne)
- (en) Pamela Cox, Barry Godfrey, Heather Shore et Zoe Alker, Young Criminal Lives: Life Courses and Life Chances from 1850, 2017 (présentation en ligne)
- (en) Eamonn Carrabine, Alexandra Cox, Pamela Cox et Isabel Crowhurst, Criminology: A Sociological Introduction, Routledge, 2020 (ISBN 978-1-138-56625-5, lire en ligne)